# روشيل (جورجيا)
روشيل (بالإنجليزية: Rochelle, Georgia)‏ هي مدينة تقع في مقاطعة ويلكوكس، جورجيا بولاية جورجيا في الولايات المتحدة. تبلغ مساحة هذه المدينة 4.9 (كم²)، وترتفع عن سطح البحر 112 م، بلغ عدد سكانها 1415 نسمة في عام 2010 حسب إحصاء مكتب تعداد الولايات المتحدة.

## وصلات خارجية
- Cities & Counties - Georgia.gov